# H.225
H.225, RAS (Registration, Admission and Status) - protokół wykorzystywany w obszarze H.323 do komunikacji pomiędzy urządzeniem końcowym (End Point) a gatekeeperem.
Definiuje podstawowe komunikaty, w tym najważniejsze:
- żądanie nawiązania połączenia (RQ),
- odpowiedź odmowna (RJ),
- odpowiedź zatwierdzająca (CF).

Korzysta z protokołu transportowego UDP, potrafi wykryć GateKeepera - multicastowym zapytaniem LRQ, pozostałe komunikaty przesyłane są w sposób unicastowy (do konkretnego odbiorcy).